# Jiří Kaucký
Jiří Kaucký (* 9. června 1973) je český právník, od září 2020 předseda Úřadu pro ochranu osobních údajů.

## Život
Absolvoval Gymnázium Oty Pavla v Praze a následně Právnickou fakultu Univerzity Karlovy v Praze (získal titul Mgr.). Jiří Kaucký je ženatý, má tři děti.
Hned po studiích nastoupil v roce 1997 na Ministerstvo vnitra ČR. Na začátku působil na odboru legislativy a koordinace předpisů, v letech 2001 až 2015 byl ředitelem odboru legislativy, naposledy v letech 2015 až 2020 pak státním tajemníkem.
V srpnu 2020 jej Senát PČR navrhl do funkce předsedy Úřadu pro ochranu osobních údajů. V tajných volbách získal 34 hlasů z 59 odevzdaných, porazil tak svého protikandidáta Josefa Prokeše, který získal jen 22 hlasů. Kauckého do funkce prosazovala ODS. Na konci srpna jej pak do funkce jmenoval prezident ČR Miloš Zeman, a to s účinností od 1. září 2020 na pět let. V křesle předsedy Úřadu pro ochranu osobních údajů nahradil Ivanu Janů. Kvůli zvolení rezignoval na členství v Etické komisi České republiky pro ocenění účastníků odboje a odporu proti komunismu.
Je uváděn jako spoluautor komentáře k zákonu o státní službě.